# Саобраћај у Јерменији
Јерменија је евроазијска земља у области Кавказа, које има изузетно повољан саобраћајно-прометни положај. Међутим, у односу на суседне земље Јерменија је у неповвољнијем положају, јер се највећи део земље изразито планински и налази на знатној надморској висини (преко 1000 m н. в.). Значајно оограничење за развој саобраћаја су и веома лоши односи са две суседне земље, Турском и Азербејџаном.
Јерменија има развијен друмски, железнички, ваздушни саобраћај. Највећи саобраћајни чвор је главни град, Јереван.

## Железнички саобраћај
Погледати: државно предузеће за железницу - Јерменска железница
По подацима из 1995. године укупна дужина железничке мреже у домену јавног саобраћаја у Јерменији је 825 km. Ово се односи на пруге широког колосека (1520 mm), особене за земље бившег Совјетског Савеза. Ови подаци не укључују индустријске и друге помоћне пруге. Такође, целокупна железничка мрежа налази се северно од Јеревана.
Градска железница развијена је у Јеревану, где постоји и метро систем. Јереван и други већи градови поседују и трамвајски превоз.

Железничка веза са суседним земљама:
- Грузија - да
- Турска - да, али ван употребе
- Иран - не
- Азербејџан - да, али ван употребе

Године 2005. потписан је споразум између Грузије, Турске и Азербејџана о изградњи заједничке железничке линије Карс (Турска) - Тбилиси - Баку стандардне ширине колосека. Градња ове пруге изазвала је велике политичке тешкоће и огорченост Јерменије, јер се тиме заобилази њено подручје и срозава значај постојеће пруге на овом правцу.

## Друмски саобраћај
Укупна дужина путева у Јерменији у 1996. години је 15.998 km, све са чврстом подлогом 19.354 km (најчешће у веома лошем стању). Правих ауто-путева нема, али на прилазима великим градовима постоје боље саобраћајнице са 3 и 4 траке.

Најпознатији магистални путеви иду од престонице Јеревана ка:
- северу - Ванадзор, Грузија
- југу - Иран
- западу - Армавир
- истоку - Нагорно-Карабах

## Водени саобраћај
Јерменија је високопланинска земља са брзим и плитким рекама великог пада, па пловних токова нема. Мања пловила срећу се једино по језерима, од којих је најпознатије језеро Севан.

## Гасоводи и нафтоводи
Гасовод: 900 км (1991. г.)
Нафтовод: нема

## Ваздушни транспорт
У Јерменији постоји неколико авио-предузећа, од којих је најважније државно предузеће "Армавија".
У земљи постоји 11 званично уписаних аеродрома (1996. године), од чега 5 са чврстом подлогом (погледати: Аеродроми у Јерменији). Са ИАТА кодом су 2 аеродрома, оба са комерцијалним летовима:
- Међународни аеродром „Зварноц“ у Јеревану - EVN
- Аеродром „Ширак“ у Ђумрију - LWN

Међународни аеродром „Зварноц“ у Јеревану далеко је најпрометнији аеродром у земљи, док је други аеродром много мањи. Највећи промет на оба аеродрома остварују радници и исељеници у иностранству.